# Trissopelopia flavida
Trissopelopia flavida är en tvåvingeart som beskrevs av Jean-Jacques Kieffer 1923. Trissopelopia flavida ingår i släktet Trissopelopia och familjen fjädermyggor. Arten är reproducerande i Sverige. Inga underarter finns listade i Catalogue of Life.